# Oxyurostylis atlantica
Oxyurostylis atlantica är en kräftdjursart som beskrevs av Radha Dev och Kurian 1981. Oxyurostylis atlantica ingår i släktet Oxyurostylis och familjen Diastylidae.
Artens utbredningsområde är Mexikanska golfen. Inga underarter finns listade i Catalogue of Life.